# Gustaf E. Meijer
Gustaf Einar Meijer, född 8 november 1891 i Älghults församling, Kronobergs län, död 23 augusti 1981 i Örgryte församling, Göteborg, var en svensk maskiningenjör.
Meijer, som var son till handlande Emil Meijer och Matilda Johansson, utexaminerades från Chalmers tekniska institut 1915 och bedrev specialstudier i Zürich 1921–1923. Han blev ingenjör vid AB Karlstads Mekaniska Werkstad i Kristinehamn 1915, vid AB Avesta Jernverk 1917, vikarierande lektor vid tekniska gymnasiet i Örebro 1920, ingenjör vid Messrs Boving & Co i London 1923, lärare vid Chalmers tekniska institut 1929, lektor vid tekniska gymnasiet i Göteborg 1939 och var tillförordnad professor i maskinelement jämte hiss- och transportanordningar vid Chalmers tekniska högskola 1939–1944. Han bedrev egen konsulterande verksamhet sedan 1934. Han var sekreterare i Tekniska samfundet i Göteborg 1931–1948 och medlem av The Newcomen Society i London 1946–1960. Han författade läroböckerna Maskinelement (1944, tredje upplagan 1962) och Teknisk termodynamik (1948).